# Las Veigas (Taramundi)
Las Veigas (oficialmente y en asturiano: As Veigas) es una aldea de la parroquia de Veigas, concejo de Taramundi, en la comarca del Eo-Navia, Principado de Asturias, España.